# 艾隆

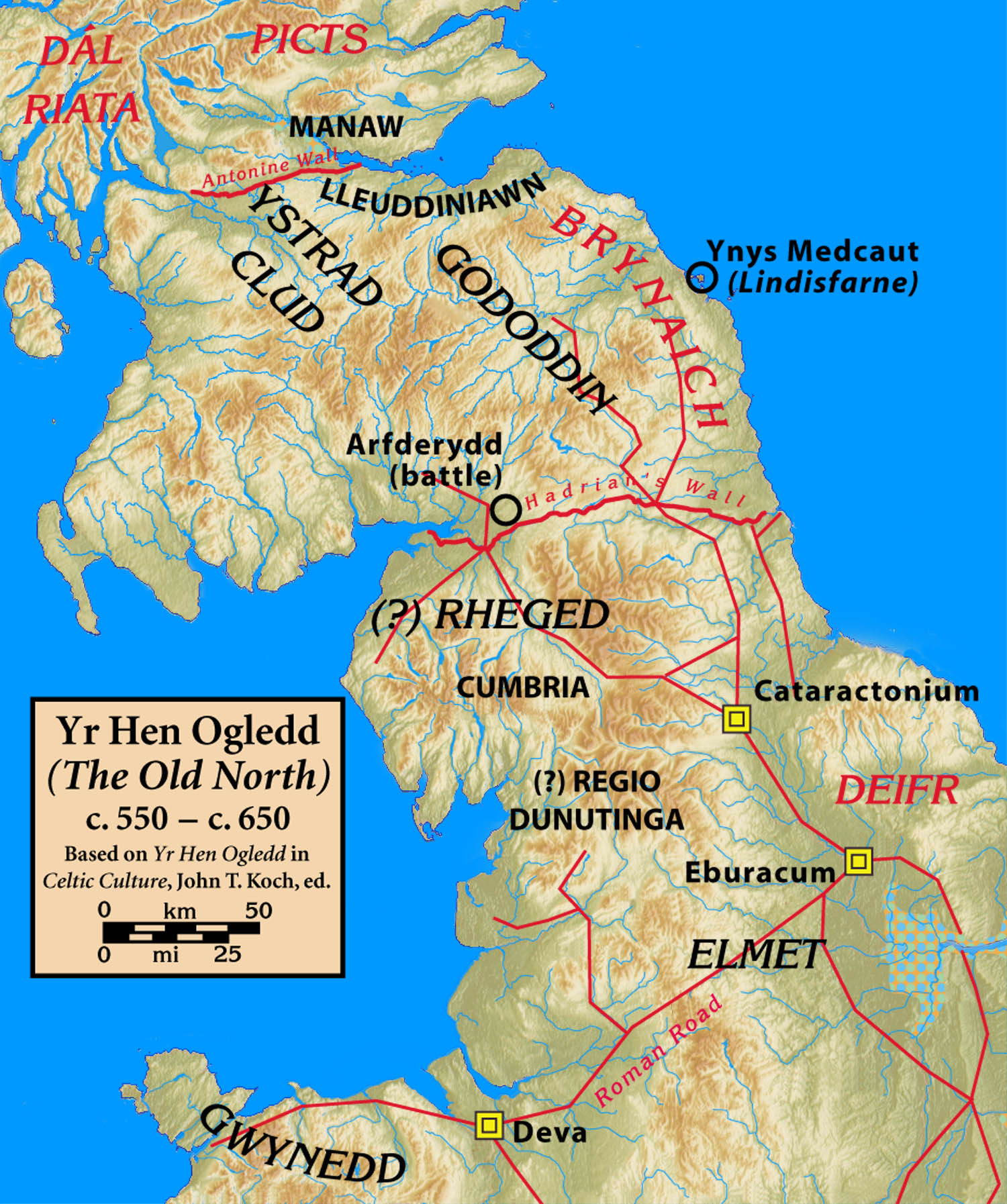
亨奥格莱兹

艾隆（古布立吞语：Aeron）是一个布立吞人王国，属于亨奥格莱兹（意为“古北方”），据信位于现今苏格兰西南部的艾尔河流域。它存在于后罗马不列颠时代，甚至可能更早，并在7世纪该地区被崛起的诺森布里亚王国征服之前或期间消亡。
《塔列辛之书》中在赞颂雷杰德的乌里恩的诗中偶有提及艾隆。它也是《阿奈林之书》中数位英雄的故乡。这些英雄的一些家族亦出现在与更著名的阿尔特·克鲁特国王的家族谱系相关的王族谱系中。上述现象，加之“艾隆”（Aeron）与“艾尔”（Ayr）在语音上的相似性，共同暗示了艾隆的地理位置。。
目前并无任何史料能够确证艾隆的历史，甚至其是否确实存在，仅有文学上的引用、相关谱系的一致性、以及偶然相关的历史记载。虽然艾隆可能位于今日苏格兰境内，但作为亨奥格莱兹的一部分，它也是威尔士历史不可分割的一部分，因为威尔士人与“北方之人”自视为同一个民族，在现代威尔士语中合称“同胞”（Cymry）。